# 具葶离子芥
具葶离子芥（学名：Chorispora greigii）为十字花科离子芥属下的一个种。

## 扩展阅读
- 維基物種上的相關：具葶离子芥